# Хетагуров, Георгий Иванович
Гео́ргий (Габо) Ива́нович Хетагу́ров (25 апреля 1903 — 3 сентября 1975, Москва) — советский военачальник, генерал армии (1968). Герой Советского Союза (1945).

## Детство и молодость
Георгий Иванович Хетагуров родился 25 апреля 1903 года в селе Зарамаг ныне Алагирского района Республики Северная Осетия. Осетин. Из-за крайней бедности семьи смог окончить только Зарамагскую церковно-приходскую школу. Стал трудиться ещё подростком на уборке урожая у состоятельных хозяев, чернорабочим на Садонских рудниках, мойщиком посуды в аптеке во Владикавказе, уборщиком в портняжной мастерской братьев Туаевых там же, землекопом на Военно-Осетинской дороге.
Во время Гражданской войны в России в 1919 году вступил в Юго-Осетинскую стрелковую партизанскую бригаду, участвовал в боевых действиях против белогвардейских войск.

## Межвоенное время
В январе 1920 года вся бригада была включена в Красную армию, а Георгий Хетагуров (тогда при изготовлении документов его имя записали как Георгий) был зачислен красноармейцем 2-го Кавказского стрелкового полка этой бригады. Участвовал в боях во время Гражданской войны на Северном Кавказе под Кисловодском и в борьбе против бандитизма. В ноябре 1920 года был направлен на учёбу.
В 1922 году окончил 38-е Пятигорские пехотные курсы имени Артёма, после чего направлен для прохождения службы в 84-й стрелковый полк 28-й Горской стрелковой дивизии Северо-Кавказского военного округа, где служил помощником командира взвода, командиром учебного взвода дивизионной школы, командиром стрелкового взвода.

Как отличнику, мне предоставлялось право выбора места дальнейшей службы. Не колеблясь, выбрал Владикавказ (Орджоникидзе), где в ту пору размещался 84-й стрелковый полк 28-й Горской стрелковой дивизии имени В. М. Азина. До поступления в военную школу я уже командовал в этом полку стрелковым взводом, имел там много боевых друзей, вместе с которыми участвовал в ликвидации белогвардейских банд на Северном Кавказе.
— Герой Советского Союза генерал армии Хетагуров Г.И. Исполнение долга. - М.: Воениздат,1977.- С.3.
В 1926 году окончил Киевскую объединённую военную школу имени главкома С. С. Каменева. С августа 1926 года служил в 36-й Забайкальской стрелковой дивизии в Чите: командир взвода, политрук 36-го артиллерийского полка, командир-политрук артиллерийской батареи 100-го стрелкового полка. В ноябре 1928 года назначен командиром и политруком батареи 25-го конно-горного артиллерийского дивизиона 5-й отдельной Кубанской кавалерийской бригады (район Верхнеудинска).
Успешно командовал батареей в боях на КВЖД в октябре-декабре 1929 года. Отличился при штурме китайского укреплённого пункта Шивей (Шивейсян) на берегу Амура, когда его батарея под обстрелом подавила огонь противника и обеспечила успешную атаку 73-го кавалерийского полка, потеряв лишь 4-х бойцов ранеными. Руководивший боем командир бригады К. К. Рокоссовский представил командира батареи к награждению, и вскоре Хетагуров был награждён своей первой наградой — орденом Красного Знамени.
В 1930 году был отправлен учиться далее, и в 1931 году окончил Кавалерийские курсы усовершенствования командного состава в Новочеркасске. После их окончания направлен служить на Дальний Восток, в декабре 1931 года был назначен командиром дивизиона 2-го Приамурского артиллерийского полка Особой Краснознамённой Дальневосточной армии, с октября 1932 года был начальник артиллерии последовательно 1-го и 4-го Волочаевских стрелковых полков там же. С ноября 1933 года — начальник артиллерии Де-Кастринского укрепрайона, в марте 1934 года возвращён на должность начальника артиллерии 4-го Волочаевского стрелкового полка. С августа 1935 года — командир 3-го отдельного полевого артиллерийского дивизиона в Забайкалье. С августа 1937 года — командир 181-го артиллерийского полка Резерва Главного Командования. В феврале 1938 года был направлен на учёбу на курсы обучения высшего начсостава при Артиллерийской академии имени Ф. Э. Дзержинского, но в августе, не окончив эти курсы, получил новое назначение: был назначен начальником артиллерии 20-го стрелкового корпуса 2-й Краснознамённой армии Дальневосточного фронта. С октября этого года — вновь командир 181-го артиллерийского полка РГК в составе 2-й Отдельной Краснознамённой армии.
Окончил заочно два курса Военной академии РККА имени М. В. Фрунзе (1939). С августа 1939 года — начальник артиллерии 1-й Пролетарской Московской мотострелковой дивизии (Московский военный округ). В марте 1941 года назначен начальником артиллерии 21-го механизированного корпуса Ленинградского военного округа.

### Великая Отечественная война

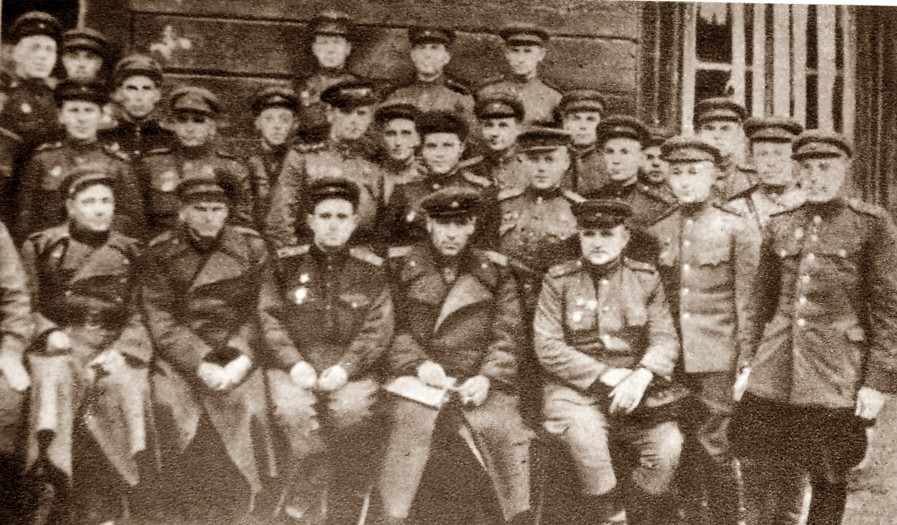
Командир 82-й гв. сд гв. генерал-майор Хетагуров (в центре) с командирами полков и батальонов дивизии. Познань

На следующий день после начала Великой Отечественной войны 21-й мехкорпус вступил в приграничное сражение в Прибалтике на Северо-Западном фронте. Участвовал в оборонительных боях и контрударах на даугавпилском и псковском направлениях. В этих боях полковник Г. И. Хетагуров был тяжело ранен 5 июля.
После госпиталя в ноябре 1941 года назначен начальником штаба 30-й армии Западного фронта (с января 1942 — на Калининском фронте), которым руководил в битве под Москвой (Клинско-Солнечногорская оборонительная, Клинско-Солнечногорская наступательная, Ржевско-Вяземская наступательная 1942 года операции).
В декабре 1942 года назначен начальником штаба только что сформированной 3-й гвардейской армии по просьбе её командующего Д. Д. Лелюшенко (именно он командовал 21-м мехкорпусом в начале войны и с того времени высоко ценил Г. И. Хетагурова). Армия в составе Юго-Западного фронта в то время развивала в это время контрнаступление под Сталинградом, затем участвовала в Ворошиловградской наступательной операции, а после перехода немецких войск в контрнаступление в Донбассе принимала участие в оборонительных боях по рубежу реки Северский Донец. После того, как в Харьковской оборонительная операции командарм Лелюшенко был тяжёло ранен, с 14 марта по 22 августа 1943 года генерал-майор артиллерии Хетагуров временно исполнял обязанности командующего 3-й гвардейской армией. Затем вновь вернулся к должности начальника штаба армии и участвовал в этом качестве в Донбасской, Мелитопольской и Запорожской наступательных операциях. Получил контузии с ноябре 1941 и в августе 1943 года, отказавшись от эвакуации в госпиталь.
С января 1944 года — начальник штаба 1-й гвардейской армии, которая в составе 1-го Украинского фронта участвовала в Житомирско-Бердичевской и Проскуровско-Черновицкой наступательных операциях. Был снят с должности командующим фронтом Г. К. Жуковым, которому Хетагуров резко ответил в ответ на его грубость.
В мае 1944 года назначен командиром 82-й гвардейской стрелковой дивизии 29-го гвардейского стрелкового корпуса 8-й гвардейской армии 3-го Украинского фронта. В этой должности руководил дивизией в боях по расширению Буторского плацдарма на Днестре. В июне 1944 года дивизия в составе 8-й гвардейской армии 1-го Белорусского фронта участвует в Белорусской и Люблин-Брестской наступательных операциях, ведёт тяжёлые бои на Магнушевском плацдарме.
Командир 82-й гвардейской стрелковой дивизии гвардии генерал-майор артиллерии Г. И. Хетагуров особенно отличился В ходе Варшавско-Познанской наступательной операции дивизия успешно прорвала несколько рубежей долговременной мощной обороны противника, прорвалась в тылы немецких войск и совместно с другими соединениями армиями 19 января 1945 года освободила город Лодзь. Затем дивизия преодолела с боями свыше 200 километров и 25 января ворвалась на окраину города-крепости Познань. До капитуляции остатков немецкого гарнизона 23 февраля 1945 года дивизия принимала участие в штурме Познани. Только с 14 по 31 января 1945 года бойцами дивизии уничтожено свыше 4 500 немецких солдат и офицеров, свыше 60 орудий, 30 танков и самоходных орудий, 62 миномёта, и захвачено свыше 700 пленных, 62 орудия, 60 шестиствольных миномётов, 365 самолётов на аэродромах и большие количество иного вооружения, техники и военного имущества.
Указом Президиума Верховного Совета СССР от 6 апреля 1945 года за умелое руководство войсками, образцовое выполнение боевых заданий командования и проявленные мужество и героизм в боях с немецко-фашистскими захватчиками гвардии генерал-майору артиллерии Георгию Ивановичу Хетагурову присвоено звание Героя Советского Союза.
В конце марта 1945 года соединение Хетагурова перебрасывается на кюстринский плацдарм, где в ходе операции по расширению плацдарма в районе Кюстрина с 26 марта ведёт завершающие штурмовые бои по овладению городом-крепостью Кюстрин (взят 30 марта). Затем во главе дивизии штурмовал Зееловские высоты и начал наступление на Берлин в начале Берлинской наступательной операции. 26 апреля уже в ходе штурма Берлина Г. И. Хетагуров принял командование 29-м гвардейским стрелковым корпусом и в дальнейших боях мужественно и умело руководил им. В течение семи суток части корпуса вели ожесточённые уличные бои в городе, прорываясь к центру Берлина.
За действия в Берлинской операции командующий армией гвардии генерал-полковник В. И. Чуйков 4 мая 1945 года представил Г. И. Хетагурова к награждению второй «Золотой Звездой» Героя Советского Союза. Однако награда была заменена на орден Суворова 1-й степени.
После Победы над Германией в июле 1945 года Г. И. Хетагуров назначен командиром 87-го стрелкового корпуса, находившегося в резерве командующего войсками 1-го Дальневосточного фронта. Но уже в ходе начавшейся советско-японской войны 10 августа 1945 года получил назначение на должность командира 59-го стрелкового корпуса 1-й Краснознамённой армии 1-го Дальневосточного фронта. Корпус участвовал в Харбино-Гиринской наступательной операции, в ходе которой под командованием Хетагурова штурмовал Муданьцзян, а затем наступал на города Харбин и Чанчунь. За 10 суток боёв части корпуса прошли с боями по горно-таёжной местности до 400 километров, уничтожив в боях около 2 000 японских солдат и офицеров. В боях и при капитуляции Квантунской армии корпусом пленено ещё свыше 36 тыс.чел.

### После войны

Почтовая марка Южной Осетии

После войны и возвращения с Дальнего Востока в феврале 1946 года вновь командует 29-м гвардейским стрелковым корпусом в составе Группы советских оккупационных войск в Германии. В 1949 году окончил Высшие академические курсы при Высшей военной академии имени К. Е. Ворошилова. В апреле 1949 года назначен командиром 30-го гвардейского стрелкового корпуса Ленинградского военного округа. С августа 1952 года — помощник командующего, а с сентября 1954 года — командующий 8-й гвардейской армией (ГСВГ). С апреля 1958 года — командующий Северной группой войск, дислоцированной на территории Польши. С марта 1963 года — командующий Прибалтийским военным округом. С июня 1971 года — военный инспектор-советник Группы генеральных инспекторов Министерства обороны СССР.
Одновременно с военной службой в послевоенные годы Г. И. Хетагуров избирался депутатом Верховного Совета Латвийской ССР, депутатом Верховного Совета СССР 5-8-го созывов (1958—1974), членом Центрального Комитета Компартии Латвии, делегатом XXI—XXIV съездов КПСС.
Георгий Иванович Хетагуров скончался 3 сентября 1975 года. Похоронен в Москве на 7-м участке Новодевичьего кладбища.
Был женат на Валентине Семёновне Хетагуровой (1914—1992), ставшей широко известной в 1937 году как зачинательница «Хетагуровского движения». Имел троих детей: дочери Юлия и Наталья, сын Борис.

### Присвоение воинских званий
- майор (1936);
- полковник (до 1938 г.);
- генерал-майор артиллерии (09.12.1941);
- генерал-лейтенант (11.07.1945);
- генерал-полковник (08.08.1955);
- генерал армии (19.02.1968).

## Награды
- медаль «Золотая Звезда» Героя Советского Союза (№ 5180, 06.04.1945);
- три ордена Ленина (06.04.1945, 30.04.1945, 24.04.1963);
- орден Октябрьской Революции;
- пять орденов Красного Знамени (1929, 02.01.1942, 12.04.1942, 03.11.1944, 02.09.1950);
- орден Суворова I степени (29.05.1945);
- орден Кутузова I степени (17.09.1943);
- орден Кутузова II степени (08.09.1945);
- орден Красной Звезды (31.08.1941);
- орден «За службу Родине в Вооружённых Силах СССР» 3-й степени (30.04.1975);
- медали СССР;

иностранные награды
- Орден Возрождения Польши 3-й степени (Польша, 16.07.1963);
- Орден «Крест Грюнвальда» 3-й степени (Польша, 24.04.1946);
- Орден Красного Знамени (Монголия, 06.07.1971);
- Орден Тудора Владимиреску 2-й степени (Румыния, 1969);
- Медаль «На страже мира» (Польша);
- Медаль «За Варшаву 1939-1945» (Польша, 27.04.1946);
- Медаль «За Одру, Нису и Балтику» (Польша, 27.04.1946);
- Медаль «30 лет Халхин-Гольской Победы» (Монголия, 15.08.1969);
- Медаль «50 лет Монгольской Народной Армии» (Монголия, 15.03.1971);
- Медаль «50 лет Монгольской Народной Революции» (Монголия, 16.12.1971);
- Медаль «За укрепление дружбы по оружию» в золоте (ЧССР, 20.03.1970);
- Медаль «25 лет освобождения Румынии» (Румыния, 1969).

## Сочинения
- Хетагуров Г. И. Исполнение долга. — М.: Воениздат, 1977.

## Память
- Именем Г. И. Хетагурова названа средняя школа № 34 в посёлке Заводской городского округа Владикавказ (2019)[13]
- В городе Владикавказе именем Героя названа улица, на ней установлена мемориальная доска.
- Мемориальная доска установлена в Москве на доме, в котором жил Г. И. Хетагуров в 1970—1975 годах (Большой Афанасьевский переулок, дом 25).
- В Республике Казахстан, в городе Алматы названа улица именем Г. И. Хетагурова.
- Почётный солдат дивизии имени Тадеуша Костюшко.
- Почётный житель Познани.